# کوه یناخ
 پ
کوه یناخ (روسی: Арга Ыннах Хая) یک کوه در یاقوتستان کشور روسیه است.